# Ha-102
Ha-102 — підводний човен Імперського флоту Японії, який брав участь у Другій світовій війні.
Корабель належав до транспортного типу Ha-101, виникнення якого було пов’язане зі складною логістичною ситуацією та необхідністю постачання численних заблокованих гарнізонів. Ha-102 заклали на корабельні компанії Mitsubishi у Кобе, а після спуску провели добудову на корабельні Kawasaki у тому ж місті. По завершенні На-102 включили до 7-ї ескадри підводних човнів, а після її розформування у березні 1945-го до 16-ї дивізії підводних човнів.
Після проходження тренувань На-102 вийшов 5 квітня 1945-го з Йокосуки у свій перший транспортний рейс до острова Мінаміторісіма (Маркус). В середині квітня човен успішно розвантажився у пункті призначення, а потім повернувся до Йокосуки. Наприкінці червня НА-102 удруге вийшов до Мінаміторісіми, 7 липня передав свій вантаж, а 16 липня прибув до Йокосуки.
Враховуючи кризу із постачанням палива до метрополії, На-102 призначили для переобладнання у підводний танкер. Втім, завершити цей проєкт не вдалось і у вересні 1945-го з капітуляцією Японії корабель потрапив під контроль союзників. В жовтні човен пустили на злам.